# Anetta Undas
Anetta Undas (ur. 31 maja 1965) – polska lekarka, internistka, badaczka zagadnień diagnostyki i leczenia chorób zakrzepowo-zatorowych. Jest kierowniczką Zakładu Kardiochirurgii, Anestezjologii i Kardiologii Doświadczalnej Instytutu Kardiologii Collegium Medicum Uniwersytetu Jagiellońskiego.

## Biografia
W latach 1984–1990 studiowała na Wydziale Lekarskim Akademii Medycznej im. Mikołaja Kopernika w Krakowie. Dyplom
ukończenia tej uczelni uzyskała w 1990 roku. Po studiach rozpoczęła pracę lekarza w oddziale pulmonologii II Katedry Chorób Wewnętrznych Akademii Medycznej w Krakowie (później przemianowanej na Collegium Medicum Uniwersytetu Jagiellońskiego). W 1996 roku uzyskała stopień doktora nauk medycznych (tytuł pracy Wpływ aspiryny na generację trombiny w krzepnącej krwi u osób z hipercholesterolemią, promotor: prof. Andrzej Szczeklik), w 2001 doktora habilitowanego (tytuł rozprawy habilitacyjnej Przeciwzakrzepowe działanie simwastatyny), a profesora nauk medycznych 22 października 2007. 29 stycznia 2008 r. w Pałacu Prezydenckim Prezydent Rzeczypospolitej Polskiej Lech Kaczyński wręczył jej nominację profesorską.
Od 1997 roku rozpoczęła pracę w Klinice Alergii i Immunologii Collegium Medicum Uniwersytetu Jagiellońskiego. Następnie wyjechała na stypendium Programu Fulbrighta na Uniwersytet Vermontu w Burlington w USA, gdzie w latach 1999–2000 poszerzała swoją wiedzę z zagadnień z zakresu koagulologii. Do USA wyjeżdżała jeszcze kilkakrotnie w celach naukowych i jako visiting professor.
Od 2006 jest kierowniczką Zakładu Kardiochirurgii, Anestezjologii i Kardiologii Doświadczalnej Instytutu Kardiologii CM UJ i pracuje w Krakowskim Szpitalu Specjalistycznym im. Jana Pawła II (Ośrodkiem Nowoczesnej Diagnostyki Laboratoryjnej). Ponadto kieruje w Szpitalu im. Jana Pawła II w Krakowie i od 2013 roku sprawuje funkcję pełnomocnika dyrektora Szpitala ds. Centrum Badań i Technologii Medycznych.
Współpracuje z kilkoma ośrodkami naukowymi w Europie (Uniwersytet Genewski, University of Murcia, University of Leeds) i Stanach Zjednoczonych (University of Vermont).
Poza działalnością naukową Anetta Undas zajmuje się też pracą w dwóch ważnych polskich miesięczników naukowych: Polskie Archiwum Medycyny Wewnętrznej (editorial board, editor-in-chief), Kardiologia Polska (editor-in-chief) oraz członkiem Zarządu Głównego Towarzystwa Internistów Polskich. W latach 2010–2016 była członkiem Komisji ds. dofinansowania wydawnictw naukowych Ministerstwa Nauki i Szkolnictwa Wyższego.

## Praca naukowa
Anetta Undas zajmuje się badaniami naukowymi nad mechanizmami i uwarunkowaniami procesu krzepnięcia krwi i miażdżycy. Obejmują one zarówno badania podstawowe, jak i zastosowania kliniczne. Zidentyfikowała nowy czynnik ryzyka tętniczych i żylnych epizodów zakrzepowo-zatorowych, związane z prozakrzepowym działaniem fibryny. Prowadzi także badania nad rzadkimi trombofiliami występującymi w Polsce. W zakres jej zainteresowań badawczych wchodzi również wpływ zapalenia i autoimmunizacji oraz różnych leków, m.in.: hipolipemizujących, antykoagulantów, leków antyagregacyjnych na krzepnięcie krwi.
Anetta Undas jest autorką lub współautorką ponad 350 artykułów w czasopismach naukowych, także z listy filadelfijskiej (Lancet, Circulation, Blood, Stroke, Journal of Biological Chemistry).
Kierowała 2 projektami badawczymi KBN i 3 projektami Narodowego Centrum Nauki w konkursie OPUS.
Jest członkiem licznych towarzystw naukowych, m.in.: Polskiego Towarzystwa Hematologów i Transfuzjologów, Polskiego Towarzystwa Kardiologicznego, International Society on Thrombosis and Haemostasis, European Society on Clinical Investigation, European Atherosclerosis Society i International Fibrinogen Research Society.
Jest członkiem korespondentem Polskiej Akademii Umiejętności i Polskiej Akademii Nauk (od 2016 r.). W 2023 została członkinią Academia Europaea.
Wielokrotnie kierowała pracami zespołu ekspertów panelu NZ5 Narodowego Centrum Nauki.

## Nagrody i wyróżnienia
Anetta Undas została wyróżniona i uhonorowana następującymi nagrodami i wyróżnieniami:
- 2006: Nagroda prezesów Polskiego Towarzystwa Kardiologicznego (za badania nad działaniem przeciwzakrzepowym statyn i kwasu acetylosalicylowego)
- 2007: Nagroda Prezesa Rady Ministrów
- 2015: Nagroda Prezesa Rady Ministrów
- 2015: Nagroda Rektora Uniwersytetu Jagiellońskiego
- 2012: Nagroda PAN im. J. Śniadeckiego